# Тефра

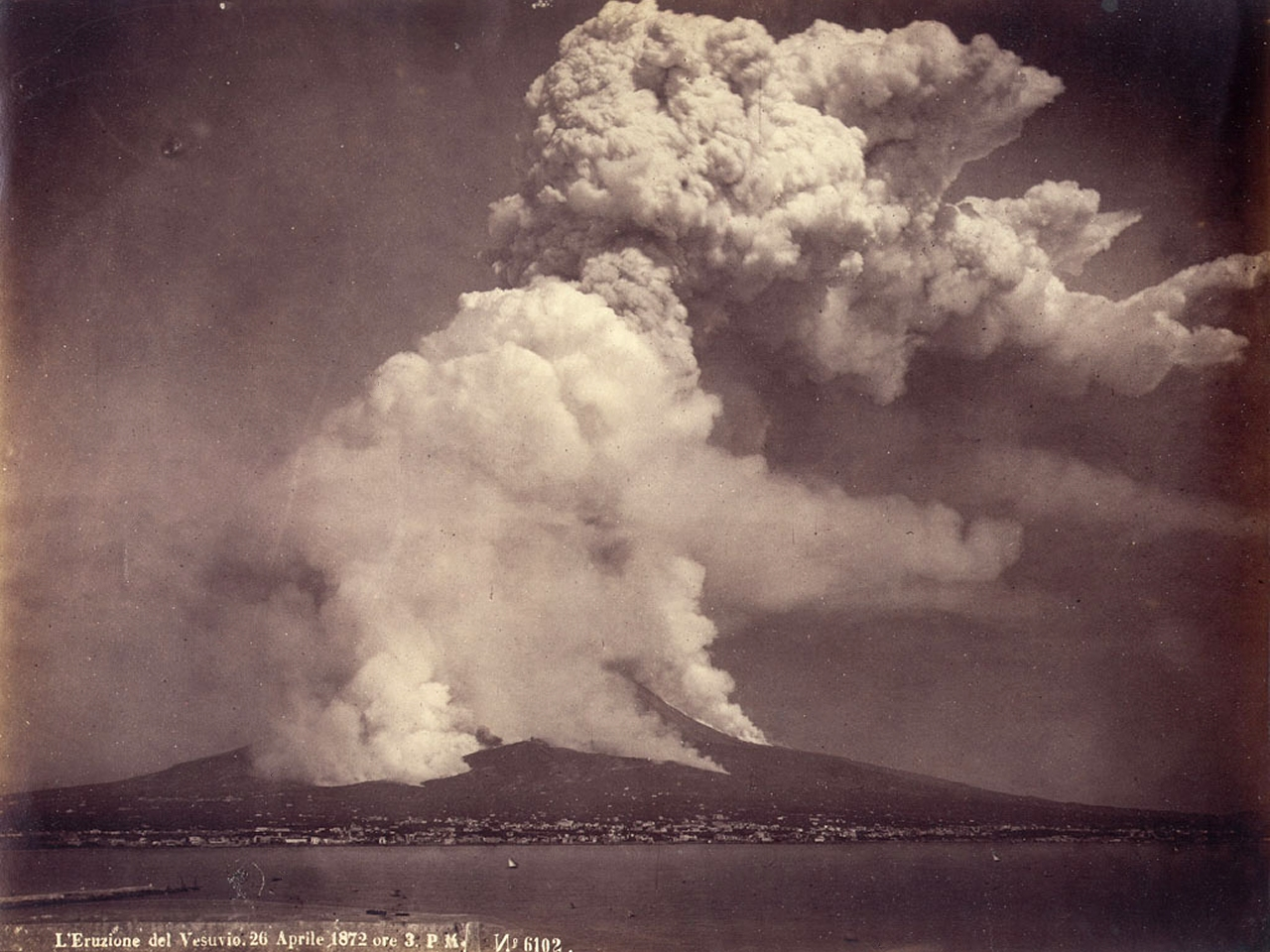
Выброс тефры при извержении Везувия, 1872 г.

Тефра (от греч. τεφρα — пепел) — собирательный термин для отложений материала, выброшенного в воздух вулканом и затем осевшего на землю. При диагенезе тефровых отложений образуются вулкано-пирокластические горные породы — туфы. Тефровые отложения легко размываются поверхностными водами и, смешиваясь с обломками обычных горных пород, образуют промежуточные между пирокластическими и осадочными горными породами осадочно-пирокластические породы — туфопесчаники, туфоалевролиты и т. п. Вблизи вулкана пепел часто образует в осадке видимый прослой — тефру, а на удалении от вулкана, где плотность облака вулканического пепла существенно падает, выпадающие из атмосферы вулканические частицы рассеваются в осадке, образуя прослой криптотефры (скрытой, невидимой невооруженным глазом).
Поднятие и выброс вулканического пепла происходит в эруптивных колоннах и лавовых фонтанах при вулканических извержениях, средний размер частиц пепла и суммарная мощность слоя тефры уменьшается с удалением от вулкана. В соответствии с размерами, фрагменты выброшенного материала называются вулканическим пеплом (при пылеобразных размерах частиц), вулканическим песком, лапиллями, вулканическими бомбами; фрагменты могут быть как плотными, так и пористыми (пемза).
В зависимости от мощности и условий извержения, а также размеров фрагментов, выброшенный материал разносится от места взрыва на различные расстояния — от нескольких километров до сотен километров (вулканический пепел). С течением времени выпавший рыхлый слой тефры уплотняется, цементируется и переходит, в зависимости от состава, в вулканические туфы, туфобрекчии или брекчии.
Тефровые осадки представляют большую опасность для людей и народного хозяйства. При крупных извержениях пепел засыпает улицы и дома. Под его весом проваливаются крыши и лопаются провода. Он проникает повсюду, висит в воздухе и затрудняет дыхание людей и животных. Особенно крупные извержения выбрасывают такое количество пепла, что вызывают значительные похолодания на месяцы и годы.
Частицы вулканического пепла имеют огромную поверхность и неустойчивы в поверхностных условиях. Они легко выветриваются атмосферными осадками, превращаясь в глинистые минералы и выделяя растворы минеральных солей. Вулканический пепел богат биоактивными микроэлементами, и даже после катастрофических извержений окружающая растительность относительно быстро восстанавливается. Более того, окрестности многих вулканов являются районами древнего интенсивного земледелия, как, например, район Везувия. Риск быть погребённым под тоннами пепла в значительной мере компенсируется уникальным плодородием почв.
Существует метод датировки исторических событий и археологических находок по слоям пепла, который называется тефрохронология.